# Transeuropejska sieć transportowa

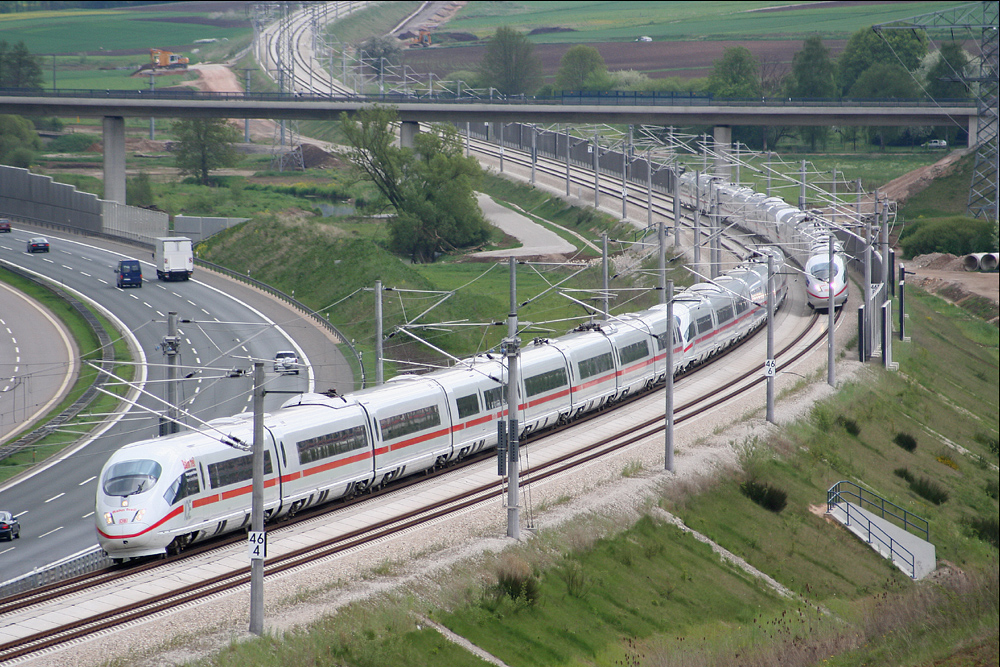
Linia dużych prędkości Norymberga–Monachium, fragment korytarza kolejowego Berlin–Palermo

Transeuropejska sieć transportowa, TEN-T (od ang.Trans-European Transport Network) – program unijny dotyczący sieci drogowych, kolejowych, wodnych i powietrznych. Jest to część Trans-European Networks (TEN).
Za realizację programu odpowiadała Agencja Wykonawcza ds. Transeuropejskiej Sieci Transportowej (Trans-European Transport Network Executive Agency, TEN-T EA), przekształcona w 2014 w Innovation and Networks Executive Agency (INEA).

## Założenia i cele
Wytyczne obejmujące cele, priorytety i ogólne kierunki działań przewidzianych w dziedzinie sieci transeuropejskich zdefiniowane zostały w Decyzji Nr 1692/96 Parlamentu Europejskiego i Rady z 23 lipca 1996. Aktualne założenia programu TEN-T zawarte są w białej księdze Plan utworzenia jednolitego europejskiego obszaru transportu – dążenie do osiągnięcia konkurencyjnego i zasobooszczędnego systemu transportu. Plan przewiduje m.in.:
- do 2030 przeniesienie 30% transportu drogowego towarów na odległości większe niż 300 km na inne środki transportu (kolej, transport wodny), a do 2050 – 50% tego typu transportu;
- do 2030 trzykrotny wzrost istniejącej sieci kolei dużych prędkości, a do 2050 – ukończenie budowy europejskiej sieci kolei dużych prędkości;
- do 2050 połączenie wszystkich lotnisk należących do sieci bazowej z siecią kolejową, najlepiej z kolejami dużych prędkości oraz zapewnienie, aby wszystkie najważniejsze porty morskie miały dobre połączenie z kolejowym transportem towarów, a – w miarę możliwości – z systemem wodnego transportu śródlądowego;
- do 2020 wprowadzenie zmodernizowanej infrastruktury zarządzania ruchem lotniczym (SESAR) oraz równoważnych systemów zarządzania transportem lądowym i wodnym.

## Sieć TEN-T w Polsce
Polska może korzystać ze środków funduszu TEN-T od 2004, czyli od przystąpienia do Unii Europejskiej. W pierwszych latach mogła ubiegać się jedynie o część pozostającą do rozdysponowania w konkursach corocznych (tzw. non-MAP), czyli poza środkami ujętymi w projektach wieloletnich (MAP, multi-annual programme). Od 2007 może brać również udział w konkursach na środki MAP na lata 2007–2013. Na projekty wieloletnie przeznaczona jest zdecydowana większość, bo ok. 85%, budżetu TEN-T.
W latach 2004–2010 Polska uzyskała dofinansowanie z funduszu TEN-T w wysokości 74,01 mln euro na realizację 27 przedsięwzięć o łącznej wartości 157,31 mln euro. Niemal wszystkie to projekty studialne dotyczące przygotowania dokumentacji niezbędnej do uzyskania pozwoleń i uruchomienia inwestycji, a jedynie dwa to inwestycje. Pierwszy z nich dotyczy wdrożenia Europejskiego Systemu Sterowania Pociągiem (European Train Control System, ETCS) na Centralnej Magistrali Kolejowej na odcinku Grodzisk Mazowiecki–Zawiercie, co pozwoli pociągom pasażerskim rozwijać prędkość do 200 km/h. Całkowity koszt tego przedsięwzięcia ma wynieść 17,65 mln euro, z czego 50% (8,82 mln euro) zapewni uzyskane dofinansowanie. Drugie przedsięwzięcie ma na celu pilotażowe wdrożenie europejskiego systemu zarządzania żeglugą śródlądową (River Information System, RIS) Dolnej Odry. Jego wartość ma wynieść 7,28 mln euro, a dofinansowanie ze środków TEN-T 1,60 mln euro. W 2011 Polska uzyskała zgodę na dofinansowanie 4 kolejnych projektów o łącznej wartości 53,51 mln euro, z czego środki europejskie mają wynieść 19,66 mln euro. Poza tym, począwszy od 2004, podmioty z Polski są w gronie beneficjentów projektów wielostronnych.
W grudniu 2021 opublikowano nowy projekt rozporządzenia, w którym uwzględniono wiele propozycji dotyczących polskiej sieci kolejowej, m.in. przedłużenie Centralnej Magistrali Kolejowej na północ oraz budowę nowych linii kolejowych: Ostrołęka – Łomża – Giżycko, Stalowa Wola – Rzeszów i Milanów – Biała Podlaska – Siemiatycze.

## Lista sieci
- Trans-European Road network
- Trans-European Rail network, która zawiera Trans-European high-speed rail network i Trans-European conventional rail network
- Trans-European Inland Waterway network
- Trans-European Seaport network
- Trans-European Airport network
- Trans-European Combined Transport network
- Trans-European Shipping Management and Information network
- Trans-European Air Traffic Management network, która zawiera Single European Sky i SESAR
- Trans-European Positioning and Navigation network, która zawiera Galileo